# Hnativka, Novhorod-Siverskîi
Hnativka (în ucraineană Гнатівка) este un sat în comuna Kudlaiivka din raionul Novhorod-Siverskîi, regiunea Cernihiv, Ucraina.

## Demografie
Componența lingvistică a localității Hnativka
     Ucraineană (96,67%)
     Rusă (3,33%)
Conform recensământului din 2001, majoritatea populației localității Hnativka era vorbitoare de ucraineană (96,67%), existând în minoritate și vorbitori de rusă (3,33%).